# بنك هوكايدو

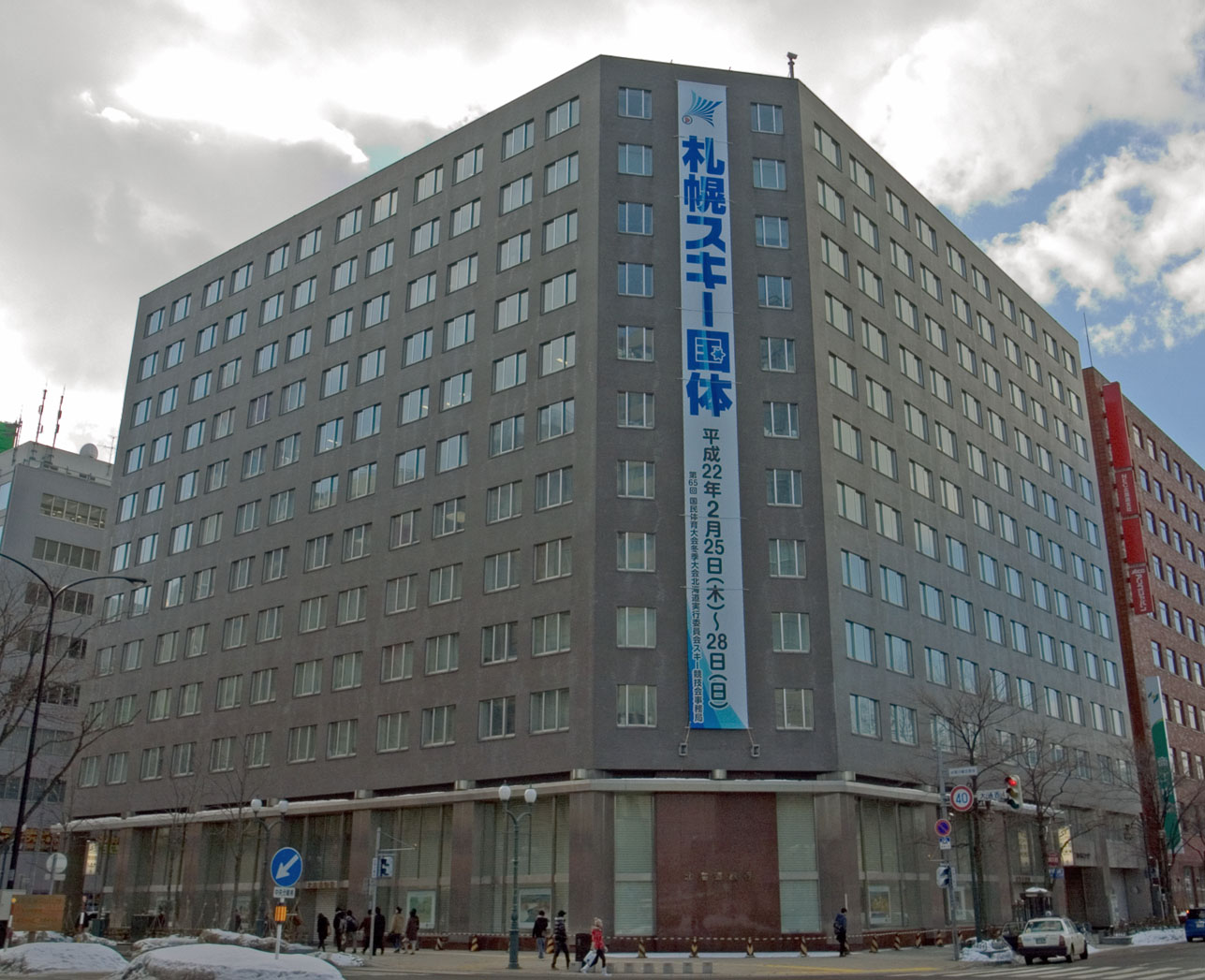
المكتب الرئيسي لهوكايدو البنك في سابورو، هوكايدو.

هوكايدو بنك (北海道銀行) بنك مركزي يـقع مقرها في مدينة سابورو، هوكايدو. هوكايدو البنك شركة تابعة Hokuhoku المجموعة المالية نتيجة الاندماج مع هوكوريكو البنك في 1 سبتمبر 2004. هوكايدو البنك له 134 من الفروع المحلية، 131 منهم في هوكايدو، وكل واحد في توهوكو،طوكيو وأوساكا.

## التاريخ
تأسس هوكايدو البنك في 5 مارس 1951 في سابورو. في عام 1997، دخل هوكايدو البنك في الاندماج مع المحاصر هوكايدو Takushoku البنك. إلا أن هذه المحادثات قطعت مع هوكايدو البنك، بعد ذلك أفلس البنك. في 24 أيار / مايو 2002. بعدها، وافق هوكايدو البنك على الأعمال التعادلية. ما يقرب من سنة واحدة في وقت لاحق يوم 23 مايو 2003، البنوك وافقت على دمج الإدارة. في 1 سبتمبر 2004، أصبحت الشركات التابعة Hokuhoku المجموعة المالية.

## وصلات خارجية
- هوكايدو البنك.
- Hokuhoku المجموعة المالية.
- هوكوريكو البنك.